# Marken
Marken es una península (antiguamente, una isla) que está unida por una carretera en aguas del lago Ijssel, en los Países Bajos, ubicada en el municipio de Waterland en la provincia Holanda Septentrional. El lugar antes era una isla pero quedó unido al continente mediante un dique fijo. Desde la Edad Media, Marken ha perdido cerca de un tercio de su superficie total. En la parte oriental de la isla, bajo el agua, todavía se encuentran restos de un claustro medieval que fue arrasado por el oleaje.

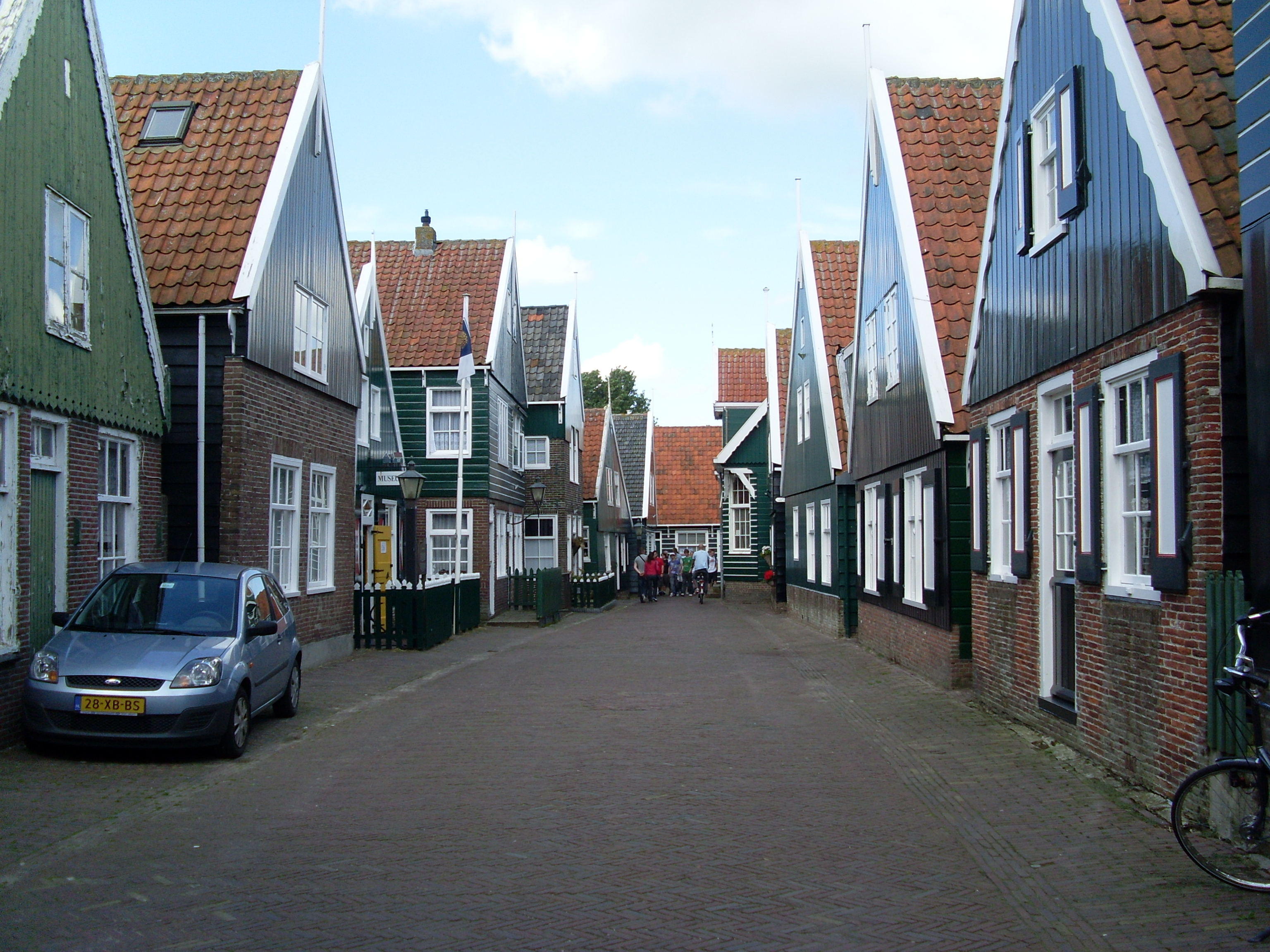
Pueblo de Marken en la provincia de Waterland.

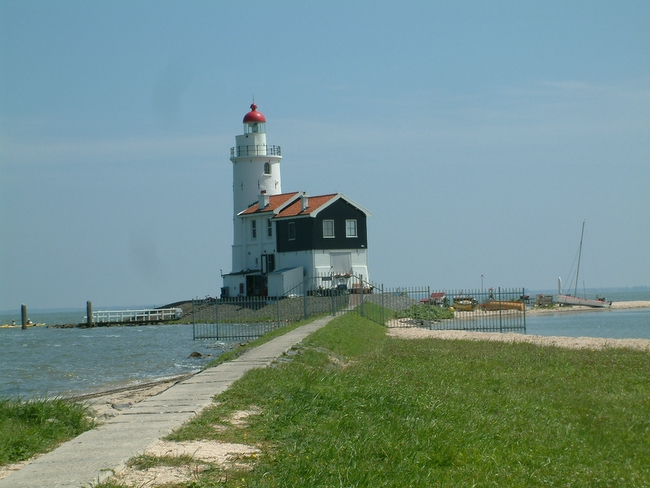
Faro de Marken

Las casas de Marken están construidas sobre terpes artificiales levantados en gran parte durante el siglo XV. Este tipo de construcción permitía a los habitantes estar a salvo de las frecuentes inundaciones. Cuando la mayor parte del terreno escarpado de la isla fue ocupado por viviendas, se inició la construcción sobre palafitos de madera, una medida que permitía al agua pasar bajo las viviendas sin causar problemas. Cuando se construyó el dique fijo y se drenó el agua, los palafitos de madera dejaron de tener utilidad, por lo que se fueron abandonando paulatinamente.
Las colinas de Marken siguen siendo una aglomeración de típicas casas de madera. La isla, convertida en península en 1957, está considerada como parte del patrimonio nacional y cuenta con protección oficial. Marken es un reconocido centro turístico, famoso por sus ya mencionadas casas de madera y por el uso del traje típico holandés.